# 괴로글리 서사시
괴로글리 서사시(투르크멘어: Görogly dessany 괴로글리 데사니, 튀르키예어: Köroğlu destanı 쾨로을루 데스타니[*], 아제르바이잔어: Koroğlu dastanı 코로을루 다스타니)는 오구즈 튀르크족 계통 민족들 사이에서 구전되는 영웅전설이다. 불의한 지배자들에게 항거하는 영웅 괴로글리의 삶과 영웅적 행적을 노래한다.
오구즈 튀르크족은 본래 중앙아시아에 살다가 중세에 남캅카스와 소아시아로 대이동을 했으며, 이 일대 지역의 튀르크멘인, 카자흐인, 우즈베크인, 타지크인, 아제르바이잔인, 튀르키예인, 크림 타타르인, 조지아인, 쿠르드인마다 판본이 존재한다. 투르크메니스탄 판본이 유네스코 세계무형유산으로 지정되었다.

## 같이 보기
- 튀르키예 문학